# Libčice nad Vltavou
Libčice nad Vltavou település Csehországban, Nyugat-prágai járásban. Libčice nad Vltavou Dolany nad Vltavou, Husinec, Máslovice, Větrušice, Úholičky és Tursko településekkel határos. Lakosainak száma 3577 fő (2024. január 1.).

## Népesség
A település lakosságának változását az alábbi diagram mutatja:
| Lakosok száma | 556  | 1424 | 2318 | 3162 | 3079 | 3302 | 3374 | 3383 | 3456 | 3577 |
|               | 1869 | 1890 | 1921 | 1950 | 1980 | 2001 | 2017 | 2019 | 2022 | 2024 |

## Híres személyek
- Miroslav Štěpánek (1923–2005) cseh művész, filmrendező, forgatókönyvíró
- Karel Franta (1928–2017) cseh festő, illusztrátor
- Günter Bittengel (1966–) cseh labdarúgó, edző